# 临海站 (临海市)
临海站位于中华人民共和国浙江省台州市临海市邵家渡街道溪边村，隶属于上海铁路局，2009年随甬台温铁路正式通车时启用。2020年车站开始进行杭绍台铁路接入改造，并重建站房，改造后车站规模将达到4台10线（甬台温场和城际场各2台5线）。2020年7月15日起车站停办客运业务，8月25日车站恢复客运业务，同时启用新站房。